# 2013年《南方周末》新年特刊事件
2013年《南方周末》新年特刊事件（也称新年献词事件）是指《南方周末》工作人员称其因迫于中共广东省委宣传部新闻处的压力，未经过该刊正常出版流程，对2013新年特刊中的新年致辞及相关内容进行大幅删改，并产生数个常识性错误，引发《南方周末》采编人员抗议的事件。事件引发全球媒体及社交网站如推特、新浪微博用户的广泛关注，主要焦点集中在中华人民共和国内地的审查制度及新闻自由。

## 背景
2012年11月中共十八大后，新一任中共中央总书记习近平提出了新的执政理念，实施了包括“习八条”、加大反腐力度在内的一系列举措，被外界称为“习李新政”。习近平最著名的讲话，一是11月29日在国家博物馆参观大型展览《复兴之路》时说：“ 实现中华民族伟大复兴，就是中华民族近代以来最伟大的梦想”，被称为“中国梦”；二是习近平在12月4日的首都各界纪念中华人民共和国宪法公布施行30周年会上的讲话：“宪法的生命在于实施，宪法的权威也在于实施，要坚持不懈抓好宪法实施，把全面贯彻实施宪法提到新水平”，“一切违反宪法和法律的行为，都必须予以追究”，他强调“要坚持依法治国、依法执政”，被称为习近平的“宪政梦”。

## 事件经过

### 准备阶段
南方周末新闻职业伦理委员会在2013年1月7日早上发表声明，称2012年12月初，《南方周末》编辑部开始讨论2013新年特刊并初步决定主题为“过河”。该方案上报总编辑黄灿后未得回应。12月中旬黄灿提议以“中国梦”作为新年特刊关键词。12月23日晚，南方周末编辑部经讨论完成初步文案：

1. 新年献辞：解决“中国梦当下到了哪个阶段，现阶段的中国梦应该是什么样一个梦”的问题，后形成送审初稿《中国梦，宪政梦》。
2. 中国夙梦：回顾过去百年间中国人从“天朝梦”到“中国梦”的历史演变。
3. 梦想照进现实：2012年内对推动社会进步做出过杰出贡献、体现“中国梦”精神的人物。
4. 记者行动：回访去年新闻热点中和平常生活中的普通人，反映他们的生活及梦想。
5. 开年10大猜：邀请社会知名人士对2013年中国社会的进步发展趋势作出预测。
6. 南方周末历届“中国梦践行者”集萃。
7. 年度新闻事件盘点：盘点2012年的热点新闻事件与相关报道。

2012年12月24日下午，总编辑黄灿要求编辑部递交策划文案送广东省委宣传部审阅。12月26日，黄灿回应编辑部省宣对文案的第一次意见：

1. “中国夙梦”部分不许提毛泽东等伟人；历史上的法治人物要求替换、缩减。
2. “梦想照进现实”板块人物，被删除三个：任建宇、反日游行中的理性爱国者、钱理群，对微信张也表示一定的顾虑；
3. “开年十大猜”被删除4条：A，二胎会不会全国放开；B，会否有其他省跟进财产公开试点；C，劳教制度会否松动；D，中国护照的免签国会否增加。
4. 历届“中国梦践行者”集萃部分不许出现白岩松、刘吉等多人。

12月26日之后，美术设计部门开始策划整个特刊的美术包装，大禹治水国画作为头版大图被纳入计划。
12月29日，南方周末的评论员戴志勇撰写了题为《中国梦、宪政梦》的新年献辞稿，并交给黄灿。次日下午黄灿表示对此稿很不满意：“改了开头部分，就改不下去了。现在这个版本，都不敢往上送，会让省宣把整个特刊毙掉。”并认为原因是过多提及宪政。
为保证特刊完整性，12月31日凌晨，评论部主任史哲连夜重新改写，以中国人一百七十多年以来为实现民族复兴奋斗不息为主旨，彰显中国梦筚路蓝缕、不懈不止的主题，改为标题为《中国梦 梦之难》的新年献辞（约1800字），交给黄灿用作上报省委宣传部。12月31日下午，黄灿向史哲传达省宣关于献辞的审核意见，并对文章进行了一些结构调整和修改，标题改为《梦想，让生命迸射光芒》。文章进一步压缩了对有关宪政和权利的阐述，文章字数约为1400字。黄灿称，“这篇文章一通过，我的心就定了一半多。”
史哲对此作初步处理后，交给编辑曹、杨二人，并告知这是省宣审后稿，编辑的修改只能在既定的框架内进行，不可以再自行加入内容。曹、杨觉得修改过的献辞与一贯风格存在较大差异，便对文章做了修饰、处理，最终的文章字数约为1000字，标题是《梦想是我们对应然之事的承诺》（在1月5日紧急召开的编委扩大会议上，黄灿自称将新年献辞标题修改为《我们比任何时候都更接近梦想》后再上报省宣）。
31日晚9点，黄灿传达意见删除年度新闻事件盘点整个板块，以及记者行动板块中什邡90后、夏俊峰妻子张晶两篇报道。黄称这是为了能出版，他向上面做出的保证。最终，南方周末新年特刊“中国梦”部分计划中的16个版缩减到12个版。排版期间黄灿用手机拍摄头版版样，发送广东省委宣传部请示。2013年1月1日零点前后，黄灿又突然转达广东省委宣传部的最新意见：

1. 头版大图格调偏暗，且易被外界做歪曲解读，要求换成一张航母的图片；
2. 不能采用新年献辞标题“中国梦 梦之难”这六个字作为特刊标题。

但当时史哲、曹筠武、杨继斌、苏永通、叶伟民五名在场编辑向黄灿表示，当时已超过预订的签版定样时间，临时更换特刊包装从技术上已不可能。黄灿电话请示后提出：头版“大禹治水”大图可以保留，但必须放弃“中国梦 梦之难”总标题。最终头版标题被改成“家国梦”。

### 党宣改稿
“南方周末新闻职业伦理委员会”在1月7日早上發出的聲明称，2013年1月1日凌晨3点，《南方周末》编辑部完成2013年新年特刊的全部编辑工作，已连续加班了三个通宵的五名编辑人员回家開始元旦休假。同日总编辑黄灿和常务副总编辑伍小峰被广东省委宣传部约谈，省委宣传部副部长兼南方报业传媒集团党委书记和省委宣传部新闻处处长在场。双方的争议问题有如下几点：

- 文章字数约2000字，评论部主任史哲写的新年献辞《中国梦，梦之难》送审。1日傍晚由《南方周末》照排人员从已经发排完毕的版样复制发到省委宣传部新闻处邮箱，新闻处审后发回稿被删除几十字、加入一百多字。此稿就是后来的见报稿(1054字)。
- 封面大禹治水图被要求去掉。黄伍认为封面大图没有政治问题，换掉会引起反弹。副部长说如果一定要保图必须缩小并加一个说明以限制和解说大禹治水精神，如从大禹治水精神，到共产党人井冈山精神到改革开放精神等。黄灿让伍小峰在现场记录并草拟了一个文本交新闻处，伍用手机草拟了一百字左右的短信发给另一位处长。当天晚上该处长手机发回改定稿，对梦想的阐述增加，改变了结尾部分的提法。即后来的见报封面导言。
- 三版“广州少年理性爱国”文章被要求撤掉，最终出版时更换为报社形象广告。

當晚，黄灿再次接到上级要求，将专题名字由“家国梦”改为“追梦”。由于该版报纸的出版流程已经结束，1月2日仍为法定节假日，编辑和校对正在休息，黄灿和伍小峰在出版室临时加班修改，共有六个版面未经过正常报纸出版流程改动。

### 事件曝光

特刊封面序言

1月3日新年特刊见报后，读者发现其中数个低级错误，诸如以下四个错误，前三个出自序言《追梦》，最后一个出自献词《我们比任何时候都更接近这个梦想》：
1. 历史常识错误，“2000年前的大禹治水”，2000年前是中国新朝始建国五年，君主是篡夺汉朝江山的王莽；
2. 文意不通的语句，“历经半个多世纪共产党人建国的苦难辉煌”等。
3. 错别字，把“众志成‘城’”写成“众志成‘诚’”；
4. 献词[10]中第二段“这是我们第一千零五十七次和你相见”，而头版上写的很清楚，这是“第一千五百零七期”；

这些错误被读者发现并在微博等社交网站上开始发酵，南方周末报社部分内部人员开始在微博上指证广东省委宣传部长庹震“亲自操刀”修改新年献词“造成嚴重事實錯誤的重大出版事故”并抗议其行为，外媒在当天即开始报道该事件。1月4日凌晨0点11分上海《东方卫视》的“子午线”栏目即对这些错误进行报道，该报道后被央视在其网站上引述，成为大陆媒体较早的报道。

### 报社人員與官方抗爭
1月3日，《南方周末》的多名记者在新浪微博发表微博抗议庹震的行为，以致遭到禁言甚至封号。《南方周末》编辑部针对庹震篡改其报刊文章在新浪微博发表声明。
1月4日早上，曾在《南方周末》工作的50多名编辑记者联署发表公开信，指责庹震指示删改献词是“越界之举、擅权之举、愚昧之举、多此一举”。他们要求庹震引咎辞职、并恢复抗议记者被封杀的微博帐号。事发当天，据新华网，人民网报道，全國宣傳部長會議正在北京召開。各省宣传部长云集北京。中共中央政治局常委、中央書記處書記劉雲山出席會議並講話。
1月5日晚上南方周末编委紧急召开扩大会议，黄、伍二人向一线采编员工具体叙述过程。會後，報社官方微博管理人被要求上繳賬號控制權，採編團隊立即與集團領導進行談判；翌日上午報社領導在省委會面見宣傳部庹震，庹震承諾不秋後算賬，改善管理。但晚上官方微博管理人吴蔚被迫交出《南方周末》在新浪微博的账号和密码，随后，《南方周末》的新浪微博官方账号发布“澄清”该事件的微博，称其新年贺词中错误是编辑失误所致，同时，《南方周末》总编黄灿揽下该事件责任，并表示该事件非庹震所为。
1月7日，一个名为“南方周末新闻职业伦理委员会”的组织在中国大陆多家社交媒体发布一封公开声明，指事件缘起总编辑黄灿和副总编辑伍小峰在上级压力下的违规操作，声明中并未指出新年贺辞事件与广东省委宣传部长庹震的关系。南方周末的部分工作人员张华、褚朝新、朝格图等相继罢工，TVB采访报社员工也证实经济部正在罢工。

### 事件在新浪微博上的二次发酵
1月6日晚上21:18《南方周末》新闻部门负责人吳蔚在新浪微博上發表聲明，但是没多久就被新浪微博后台删除：
|  | 本人已向協助分管南方周末新媒體業務的總經理毛哲上繳新浪微博賬號@南方周末 的密碼，對此賬號即將發布的聲明以及今後所有內容，本人將不負任何責任。 |

《南方周末》文化版的微博在21:23亦發表微博確認其身份：
|  | @風端 為南方周末新媒體執行官。@南方周末 官微目前已不屬於南方周末。 |

而在晚上21:20南方周末官方微博發表這樣一條「澄清」消息：
|  | 致讀者：本報1月3日新年特刊所刊發的新年獻詞，系本報編輯配合專題『追夢』撰寫，特刊封面導言系本報一負責人草擬，網上有關傳言不實。由於時間倉促，工作疏忽，文中存在差錯，我們就此向廣大讀者致歉。 |

幾乎同時（21:30）「南周編輯部2013」微博發表說明現況：
|  | 1月5日晚，南方周末緊急召開編委擴大會議，欲立即啟動新年特刊事件調查組，形成權威事件報告，呈送上級組織，但幾乎在同時，有關當局竟欲施壓南方周末通過官方微博發布替其澄清的不實聲明，欲將新年特刊事件的責任歸咎於當時並不在場的編輯。呼籲尊重事實，在調查報告結論未出之前，排除一切干擾，讓真相還給歷史。 |

這份聲明也被《南方周末》經濟版的官方認證微博引述。但在當晚，除了南方周末官方微博的該條信息被保留外，其餘都被新浪微博後台悉數刪除。
同日晚上21:49，有微博發表《南方周末》經濟部全體編採人員聲明，稱「採編人員將與此不實聲明抗爭到底，事態解決前不再進行正常採編工作。」晚上23:04，南方周末經濟版的官方微博發表公開聲明並附部分（編委、新聞部、經濟部、綠色新聞部、文化部、評論部、新媒體事業部、視覺出版部與成都站共97位）員工名字：
|  | 南方周末新浪官方微博（@南方周末）賬號已被強行收繳。南方周末官微2013年1月6日21:30已發表的《致讀者》，並非真相。我們將陸續通過公開途徑發布準確信息。 2013年1月6日 22:27 |

### 政府意见及中共处理
1月4日，中华人民共和国外交部发言人华春莹在记者问到此事时说：“不了解具体情况，这也不属于外交事务。我想原则性地指出，在中国不存在所谓的新聞審查制度，中华人民共和国政府依法保护新闻自由，也充分发挥了新闻媒体和公民的舆论监督作用。”
香港《明报》称上任不久的中共中央政治局委員、廣東省委書記胡春華在省委連夜開會，商討應對策略。人民日报社论《各地宣传管理者能否踏准节拍 关系中央形象》出版后，1月8日晚，官员与《南方周末》进行抗争的采编人员进行商谈并作出让步，承诺“不再有针对报道选题的审批程序，中共宣传官员们也不再审阅报纸制作流程中的清样”，条件是该报的采编人员恢复工作，制作本周的报纸。
1月10日，《南方周末》正常出报。該期共32版，头版為关注河南兰考寄养所火灾事件及袁厉害的《兰考大火之前的「弃婴王国」》。同日，庹震出席广东省委宣传部长会议，会议传达全国宣传部长会议的主要内容。
1月18日，南華早報接近廣東省政府的消息人士稱該報总编辑黄灿將被替换，王更辉接任其职务，但內地媒體人左志堅於2月21日傍晚在其實名新浪微博稱報社內部已公佈「黃燦留任南方周末總編輯，無力吐槽」，但日本共同社稱黃燦留任但轉為副总编辑。

### 《南方周末》勘误
2013年1月17日出版的《南方周末》在A2版的“有错即改”栏目中发布了“特别更正”，更正了三处“不能不说”的错误——“2000年前大禹治水”、“众志成诚”、“一千零五十七”，紧接着在最后有这样一段话：
|  | 报纸的错误永远是“白纸黑字”式的，报纸编辑出版全链条的每一环，其规范流程永远需要尊重与遵守，我们前所未有地意识到这一点。——南方周末编辑部 |

## 媒体态度

### 中共下属的媒体观点
1月4日，人民日报社主办的《環球時報》首次發表評論稱“是媒体针对政府部门的指示打‘擦边球’的积累”，以实现媒体的利益。并提醒中国媒体不可能成为西方媒体，无法摆脱国家政治现实单独存在。
1月7日的《人民日报》发表社论，指国内宣传管理者应该“踏准节拍”，这个关系到“中央形象”。同日，《環球時報》再次發表社論认为此事性质是与政府公开对抗，即使是西方媒体也不敢这样做，抗议者矛头指向体制。评论再次强调中国媒体不可能实现西方的自由媒体状态，媒体改革是中华人民共和国整体改革的一部分。又认为事件的最新支持者是陈光诚。
1月8日，中国共青团中央主辦的新聞網站「中国青年網」发表《南方周末是党报事业的一部分》評論，指《南方周末》是中共广东省委党报事业的一部分，事件是省委宣传工作的意见冲突，与新闻自由无关。《南方周末》是传达党的方针政策的媒体。
1月9日，《環球時報》三度針對性發表社論，稱新闻自由需要有底线，应与社会需求大体对应。中国大陆不允许正规媒体攻击国家基本政治制度，中国社会（包括政府、组织机构和民众）的承受能力不够，媒体应起到协调作用而非冲击。中国大陆媒体的设计修正不可能从头到尾打上西方烙印。
事件平息後，中共陝西省委宣傳部常務副部長任賢良在《紅旗文稿》2013年第7期撰文評論傳統黨報黨刊黨台與互聯網上新興媒介的兩個輿論場角力直接挑戰黨管媒體的原則底線與政府公信力嚴重受損，形容南周獻詞事件「公然挑戰黨的新聞管理制度」，加上有人利用網絡創設「個人媒體」，言論行為「無拘無束」、「無法無天」，其影響力不亞於報刊與通訊社；他主張互聯網必須「依法管理」，「即使對強勢媒體和名人博主也必須敢於碰硬，該禁言的禁言，該關閉的關閉」，「只有網絡管理起來，才能為我所用、不受其害」。

### 《南方周末》观点
《南方周末》1月10日按时出版，在最不引人注意的位置上，用小篇幅刊文探讨「党管媒体」、「新闻宣传管理」等问题。該期最后一版左下角（「一周高论」栏目的最后一则）中，轉載陳焜在2013年1月7日《人民日报》发表的《宣传思想文化工作要跟得上时代节拍》。这是一篇关于1月4日召开的全国宣传部长会议的评论性文章。刊登時在其编辑「推荐理由」中总结其观点：“党管媒体是原则，但党管媒体的方式要与时俱进……”

### 大陆党外媒体观点
1月4日，央視在網站上以引述上海東方衛視「內文的低級錯誤為題」報道事件。而東方衛視的报道除了指出了新年特刊中的三处错误外，没有过多评论，只是称“这份以‘在这里读懂中国’为口号的报纸，一直令读者们感到尊敬。”并说很多网友对其中的低级错误感到无语和惋惜。
1月11日，河南电视台主管主办的《东方今报》一改往日标题横放的版式，将“东方今报”四字竖排在头版左上角，右边搭配一卷《南周》美术图片，中间是評論員夏繼鋒题为“我们在一起”的社论，附有南方周末事件后发布的袁厉害新闻使用的相同照片。据说该照片为《东方今报》记者7年前拍摄。此被外媒视为支援南方周末。

### 《环球时报》社论转载事件
1月7日晚间，多名媒体人在微博中指出中宣部下达指示要求各地一些报纸及网络媒体转载《环球时报》在1月7日的《南方周末「致讀者」實在令人深思》社评，1月8日起，陸續有报纸刊出該社评，部分媒体在转载文章的末尾添加“刊登此文并不意味赞成其观点或证实其描述”声明，如腾讯网转载时在文尾注明“刊登此文并不意味腾讯网赞成其观点或证实其描述”，而新浪网则标注声明称“新浪网登载此文出于传递更多信息之目的，并不意味着赞同其观点或证实其描述”，网易和搜狐转载时声明“凡注明为其它媒体来源的信息均为转载，不代表本网赞同其观点”，凤凰网也标注“刊登此文并不意味凤凰网赞成其观点或证实其描述”。
以下為部分轉載該篇《環球時報》社論的報紙：
- 1月8日：《北京晚報》（A21頁左下）、《北京青年報》（A2版右下）、《新快報》（A2版上半頁）、《信息時報》（A4版上半頁）、《羊城晚報》（A1版右下與A8版）、上海《新民晚報》（A4頁下）、杭州《都市快報》（B1版頁中）、成都《華西都市報》（A2版頁中）、深圳《晶報》（A2頁中）
- 1月9日：長沙《瀟湘晨報》（A2版右中）、《新京報》（A20版右下角）

北京《新京報》在轉載該社論一事上曾有過內部抗爭；1月8日晚上，中共北京市委宣傳部副部長严力强親自到《新京報》編輯部辦公室要求轉載該社论，先與報社社長戴自更與总编王跃春交涉未果；至1月9日凌晨12時許，编辑部當值、聞訊趕來的員工，以投票方式全數通過「拒絕轉載」，但北京宣傳部严力强堅持「必须转载，否则解散报社」，該評論最終於1月9日報紙上A20版右下角刊出（版報尾「責任編輯署名」位置「空白」）。在抗爭無效後，社长戴自更現場向中共北京宣傳部副部长口头提出辞职，而據香港電台在出刊當天向其北京辦事處了解，戴自更依然在位工作，但事情影響報社工作氣氛。
长沙市《潇湘晨报》未理会中共中央宣传部的第一次命令，在8日晚被中宣部点名后，於翌日转载該评论。該版刊登的还有《今天我们如何弥合信任拨正情绪》、《要跟得上时代的节拍》，而一半的版面为「除虫灭害服务」广告，被外界媒體解讀為暗讽《环球时报》。因2010年纪念刊被调任至《晨报周刊》的該報前社長龚晓跃，在其微博上发表反对《环球时报》社评言论，随后其新浪微博亦被禁言；在1月12日凌晨起，南方周末記者與龚晓跃的個人微博陸續解禁。

### 外媒观点
- 美國《華盛頓郵報》：新聞界人士要求中共廣東省委宣傳部長庹震辭職一事，發出了一個中共當局政府難以忽視的挑戰[52]。
- 美國《華爾街日報》認為，聲援《南周》的抗議，是對中共廣東省當局發出異乎尋常的直接挑戰[53]。
- 美國《洛杉磯時報》認為，《南周》事件將挑戰中华人民共和国新領導人對新聞自由的限制[54]。
- 英國《泰晤士報》認為，中國大陆言論自由的新一波戰役，新領導人習近平正面臨前所未有的挑戰[55]。
- BBC中文网称有分析称：“可能是由保守派主掌的中共宣传系统试图抹黑打算以“改革”做包装的中共第五代领导人习近平、李克强而引发。”[56]
- 新加坡《联合早报》于1月6日发布消息称据官方知情人士透露，广东省委宣传部长庹震事发时根本不在广东，事件确实与他无关，也与广东宣传部没有关系，但没有详细披露透露人信息。[57]虽未明确表明该报观点，但直接驳斥南方周末报社部分内部人员之前所声称的“庹震亲自操刀”的说法。

### 媒体隐喻式表态
1月7日，包括新浪天津頻道、網易、搜狐、一財、人人、天涯社区等多個網站主頁出现類似“南方周末加油”藏頭的新闻标题。
1月9日，刊於《新京報》美食周刊（D20版）的文章《南方的粥》被放到該報網頁顯著位置上，因其文章標題「南粥」與開頭文句「一碗熱滾滾的砂鍋粥，來自南方大地，剛端上桌時，粥還在裡面翻滾，它似乎也有一顆勇敢的心，在寒冷的夜裡，張嘴都是白氣，塵世折騰，惟有溫暖與這碗粥不可辜負。」被外界認為是暗喻《南週》事件。
1月12日，三联集团投资创办的《经济观察报》发表社评《南方需要自主的温暖》，认为南方需要自主的温暖，不需要强制的集中。这被外界媒体视作对南方周末事件的暗喻式支持。

## 其他反响
此事件於1月2日晚上在新浪微博上被《南方周末》編輯部個別成員公开與傳閱后，隨着編輯部成員表態與《環球時報》社論回應之間的事態發展，引發网民激烈争论。

### 声援南方周末
1月6日、7日，新浪微博认证用户姚晨、韩寒、联合国、新周刊、人民日报等陆续发布微博，通过引用索尔仁尼琴、潘基文等人的话，或者撰写评论的方式，指出“人民需要真相”、“自由、安全和独立的媒体是和平与民主的一个基础”，被网民理解为是对《南方周末》的支持性发言而广为传播。
1月6日，18名大陆各界人士（包括茅于轼、章诒和、李承鹏、张思之、贺卫方等）和9名香港、台湾人士（包括梁文道、蔡子强、江明修等）在微博发出《向中共广东省委书记胡春华要求罢免广东省宣传部长庹震的公开建议书》连署信。晚间，香港和台湾部分人士，呼吁香港人和台湾人关注《南周》风波。例如台灣媒體人張鐵志指這是「中國新聞重要戰爭」，香港作家廖偉棠指「南方周末編輯記者與企圖箝制他們的中共中央宣传部的抗爭已經白熱化，在微博上全民關注」。網路團體發起支援行動还包括由華人民主書院在Facebook上發起的「聲援《南方週末》，一人一照片行動」，以及「港澳台媒體文化界聲援《南方週末》的聯署公開信」等。
1月7日起，有數十以至數百名网民分別自发前往广州南方报业传媒集团大楼或北京新聞中心前集合、獻花或高舉標語，声援《南方周末》編採部；翌日曾有數名聚集网民被便衣警察带走。其中包括一名坐在轮椅上举着声援标语的残障人士，被从轮椅上拖走，公安人员还袭击了BBC的摄像记者。至同月10日後在南方報業集團正門外已再不見聚集人士。10日上午，在南方报业门口抗议的广东工业大学学生蒋迪（音）对德国电视二台说希望中国的报纸有一天能报道真相、不作妥协。采访结束时，他表示对以上言论不害怕。话音刚落，国家安全人员在德国记者的镜头前将蒋迪抬走，四脚离地地扔进一台没有特别标志的面包车。
两岸三地娱乐界有李冰冰、陈坤、黄耀明、何韵诗、蓝奕邦、伊能静等明星在微博或Facebook声援《南方周末》。其中，伊能静在1月10日发多条微博呼吁言论自由，回忆在二二八事件中被害的外公，并暗讽《环球时报》“狗仗人势，比狗还像样”。当日下午2点，她在微博上贴出“被请喝茶”的消息，随即微博帐号被禁言（翌日下午三點解禁），相关声援微博被删除。伊能静在新浪微博一时成为被搜尋最多的名人（超过31万次）。微博解禁后，伊能静称“自由是本能”，呼吁“为真理沉思”。但她原定于16日下午在北京王府井書店的新书发布会被書店方以「安全」理由取消。此后两年，伊能静遭到中国电视台不同程度封杀，其同年10月担任广西卫视《一声所爱大地飞歌》评委，但节目播出时画面被剪，而后参与的《快乐大本营》虽在2014年9月20日播出，但在网路遭禁且未重播。
由于發表支持《南方周末》言論而“被请喝茶”的社会知名人士还包括李开复、任志强、野渡、浪子、吕耿松、毛庆祥、易小荷、莫之许。2013年8月，公民运动人士郭飞雄被刑拘，警方透露他的罪行之一为组织策划民众街头举牌声援南周编辑。

### 质疑南方周末
对于《南方周末》编辑部对广东省委宣传部部长庹震电话逐字授意修改新年献词并出现众志成‘诚’这类错误的指控，在新浪微博上，质疑的声音称《南方周末》编辑部的指控在实际操作中绝难成立，还有质疑的声音称最后被删改后献词所出现的错误是南方周末高管“故意”放行错别字。
而在推特上的中国网民，相对国内微博支持《南方周末》者占主流地位而言，则有更多对此次事件的质疑者，表达反对《南方周末》的声音，看法归纳起来有四点：
1. 南周本身就是“党报”，并不值得支持；
2. 南周不是中国大陆最优秀的媒体，就算过去是，但现在已经不是；
3. 此次事件不过是几个文字上的错误，与新闻自由无甚关系；
4. 南周近年来堕落了，例如薄熙来案发后，未表态谴责左派网站被关，还曾在方舟子与韩寒事件上拉过偏架。

而在南方週末報社門口，1月7日至9日持續有支持中共左派人士抗議聲討南方週末，他們聲稱支持毛澤東時代，反對審判薄熙來。他們與支持南方週末者未發生肢体衝突。
还有一些关于该事件系“阴谋论”的解释在中文社交网站及论坛流传，认为这些错误多为南周编辑故意为之，或者认为不仅故意为之，还同时内含隐喻，是一次秘而不宣的示威。与之类似的观点又被拥有超过900万粉丝的方舟子在搜狐微博上转发，归结起来有四点：
1. 特刊封面的序言《追梦》[2][3]出现“2000年前”（不是2000多年前）大禹治水的历史常识性错误是一个精心策划的抗议，2000年前正是王莽（王莽于9年1月15日登基）篡汉的年代。[100]
2. 序言[2][3]中把“众志成城”的“城”改为言字旁的“诚”暗含需要言论自由。
3. 序言[2][3]大禹治水，疑用鲧禹治水的传说与上一条去“‘城’用‘诚’”的隐喻相呼应：鲧用土筑河堤堵水，失败被杀；禹则以疏代堵治水成功，再次暗示言论不可堵。
4. 虽为1507期报纸，献词却写着“一千零五十七次和你相见”[3]意在用新年献词[10]中的第二句话“梦想是我们对应然之事的承诺”、标题及主题句“我们比任何时候都更接近这个梦想”照应1057期的两篇文章《不会忘记的承诺》[101]、《法治的梦想还有多远》[102]，用这种手法来表达消极抗议。[98]

### 关联事件
Techinaisa发表文章称腾讯微信在审查全球用户发送的信息，即使是外国用户发送“南方周末”一词也会被拦截，并提示包含受限词汇。腾讯对此回应说，是技术故障导致国际微信用户受到敏感词过滤的影响。
由于台湾艺人伊能静在南周事件中直言不讳，导致其名字成为微博中的敏感词。有人因为发微博“我爱伊能静”导致其新浪微博账号被封，即使所发微博并没有提及到《南方周末》。

## 中国大陆以外的组织或政府意见
中華民國政府行政院陸委會主委王郁琦就此事件，公開呼籲北京改善新聞環境，並尊重新聞自由。此外，於1月8日，台灣在野黨民進黨高層也對這次事件發表看法，黨主席蘇貞昌呼籲：“一個言論自由的媒體環境，能協助中共進行真正的改革。”，而前任黨主席蔡英文也表達新聞自由是普世價值不能剝奪的立場，同時要求馬英九發聲支持這項行動。民進黨籍立委蔡其昌在新浪微博支持《南方週末》，隨後遭到刪除，他對記者說：「中國政府果然言論控制嚴謹。中國每年花這麼多錢對台灣民眾做統戰，倘若連一個網路上都沒有言論自由，相信全台灣的年輕人與民眾，都不能接受這個國家的發展。」
1月7日，香港记者协会发表声明，要求严惩渎职官员，落实《宪法》第三十五条。翌日，澳門傳媒工作者協會發表聲明，呼籲當局徹查「被改版」事件，釐清相關責任、肇事官員向公眾道歉，並捍衛專業良知的編採人員不應被視為搞事分子，促請當局承諾不對《南周》編採人員秋後算帳；记者无国界就南周风波呼吁当局取消新闻审查制度。国际记者联盟就此事呼吁当局调查事实真相。香港民主团体到中联办前抗议。
1月7日，美国国务院發言人盧嵐就此事在记者会上答记者问时说：“控制媒体和新闻审查同中华人民共和国希望建立一个现代化的，以信息为基础的经济和社会的愿望不相符。美国一直在捍卫和支持新闻自由，无论是针对中国大陆的新闻从业人士，还是针对在中国工作的外国记者。望中国政府能正视这一点。”1月8日，盧嵐再度就此事在记者会答记者问：“我们都在关注着这一事件的发展，关注着中国民众将他们的看法向政府方面表达出来，與中国政府方面对这一事件如何反应。我想您是知道我们支持包括中国在内的新闻和言论自由这一理念。我方认为，对新闻和言论的管控和中国想要建筑一个现代的、以信息为基础的经济和社会，是不相衬的。”
1月9日，俄罗斯记者协会主席波格丹诺夫对“莫斯科回声”广播电台就此事说：“俄罗斯记协愿意支持自己的中国同行”。同日，香港大专新闻教育界就此事发表声明：“两宗事件进一步显示内地新闻审查机制和长官意志的丑陋，手法粗暴拙劣 , 挑战新闻界和知识分子底线，要求内地有关部门、公平、公开及公正调查《 南方周末 》事件，逐步撤销现行新闻审查制度 。”港台著名人士梁文道、陈冠中、钱永祥等发起两岸三地及全球华人近300人签署：“支持中国大陆新闻工作者反对言论控制的抗争，呼吁华人世界对中国大陆的政治社会变革投以更多关注，并期待华人各界与政府（尤其是中华民国政府）更积极主动地促使中共当局保障公民的基本权利”。香港记者协会、台湾新闻记者协会及澳门传媒工作者协会发表联合声明，愿：“中国政府以《南方周末》事件为鉴，逐步废除报刊审查制度，落实中国宪法定明的言论和出版自由。”

## 后续
在郭飞雄、刘远东因策划声援《南方周末》的行动被捕之后，有报道指南方报业传媒集团做出了对二人不利的证词，称二人的行为“满足聚众扰乱公共场所秩序罪的后果要件”。此事一经披露，引发舆论一片愤慨，纷纷指责南方报业“背信弃义”。
新年献词事件后，中国原本就有限的新闻自由再次萎缩。该事件也是习近平时代新闻自由极度收紧、严控舆论的开端。